# Sarah Grünewald
Pour les articles homonymes, voir Sarah et Grunewald.
Sarah Grünewald, née le 5 février 1984 en Allemagne, est un mannequin, animatrice de télévision et actrice danoise.

## Biographie
Sarah Grünewald s'est fait connaitre internationalement pour avoir tourné le clip I can hardly wait du groupe Complicated Universal Cum en duo avec Marlene Michelle Larsen. Le clip ne comporte qu'un seul plan d'un baiser lesbien entre les deux femmes.
Depuis 2013 elle anime l'émission Vild med dans, la version danoise de Danse avec les stars.

## Filmographie
- 2011 : Dirch : Vicky
- 2011 : Unease (court métrage) : Louise
- 2012 : Zulu Kvæg-ræs (da) (série télévisée) : elle-même
- 2013 : Vild med dans (émission télévisée) : elle-même
- 2013 : Det andet liv : Tyche
- 2013-2015 : Tomgang (da) (série télévisée) : Mie
- 2015 : GO' Morgen Danmark (da) (série télévisée) : elle-même

### Vidéoclips
- 2010 : I can hardly wait de Complicated Universal Cum (concept : Kasper Bjørke (da) ; vidéo : Ditlev Rosing & Frederik Valentin)